# Кабаково (Кармаскалинський район)
Каба́ково (рос. Кабаково, башк. Ҡабаҡ) — присілок у складі Кармаскалинського району Башкортостану, Росія. Адміністративний центр Кабаковської сільської ради.
Населення — 3141 особа (2010; 3072 в 2002).
Національний склад:
- башкири — 56 %
- татари — 30 %